# Muro del Polo Sud

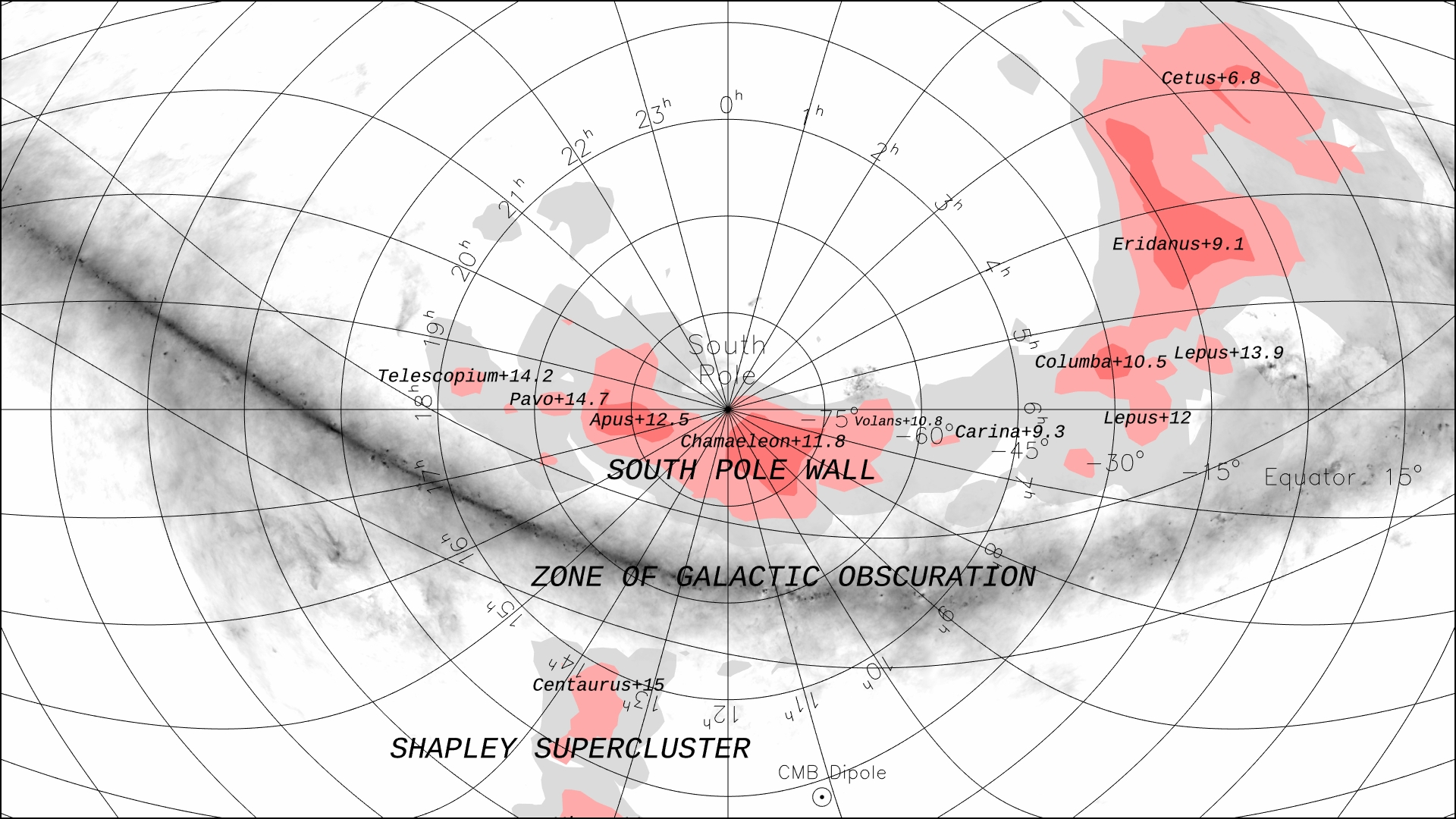
Una proiezione del Muro del Polo Sud nelle coordinate celesti

Il Muro del Polo Sud (SPW o The South Pole Wall) è una massiccia struttura cosmica formata da un gigantesco muro di galassie (un filamento di galassie) che si estende per almeno 1,37 miliardi di anni luce di spazio, la cui luce più vicina (e di conseguenza parte) ha un'età di circa mezzo miliardo di anni luce. La struttura, nel suo angolo astronomico, è densa in cinque luoghi noti, incluso uno molto vicino al Polo Sud celeste, ed è, secondo il team internazionale di astronomi che lo ha scoperto "...la più grande caratteristica contigua nel volume locale e paragonabile alla Grande Muraglia di Sloan a metà della distanza...". La sua scoperta è stata annunciata da Daniel Pomarède dell'Università Paris-Saclay e R. Brent Tully e colleghi dell'Università delle Hawaii nel luglio 2020. Pomarède ha spiegato: "Ci si potrebbe chiedere come una struttura così grande e non così distante sia passata inosservata. Ciò è dovuto alla sua posizione in una regione del cielo non completamente esplorata e dove le osservazioni dirette sono ostacolate da chiazze di polvere galattica e nubi in primo piano. L'abbiamo trovata grazie alla sua influenza gravitazionale, impressa nelle velocità di un campione di galassie".

## Dimensioni
Il muro misura oltre 1,37 miliardi di anni luce di lunghezza e si estende su un'ampia zona distante 500 milioni di anni luce. La massiccia struttura, almeno in piccola parte, si trova dietro la Zona di evitamento (o Zona di Oscuramento Galattico) della Via Lattea. Il filamento si curva dalla costellazione di Perseo nell'emisfero settentrionale al Telescopio nell'estremo sud, nel mezzo dei quali, costeggiando - leggermente - l'attuale polo sud celeste stesso. È così grande che influenza notevolmente l'espansione locale dell'universo. Secondo l'astronomo Tully, "Ci chiediamo se il Muro del Polo Sud sia molto più grande di quello che vediamo. Ciò che abbiamo mappato si estende attraverso l'intero dominio della regione che abbiamo esaminato. Siamo i primi esploratori del cosmo, che estendono le nostre mappe in territori sconosciuti". Secondo gli astronomi che lo scoprirono "Non saremo certi della sua piena estensione, né se sia insolito, finché non mapperemo l'universo su una scala significativamente più grande".